# Межамериканская обсерватория Серро-Тололо
Межамериканская обсерватория Се́рро-Толо́ло (англ. Cerro Tololo Inter-American Observatory) (CTIO) — астрономическая обсерватория, комплекс астрономических телескопов и инструментов в Чили. Обсерватория расположена около 10 км (6,2 миль) к северо-западу от Серро Пачон и примерно в 80 км к востоку от города Ла-Серена, где расположены вспомогательные объекты, и в 100 км к югу от обсерватории Ла-Силья. Комплекс — часть Национальной обсерватории оптической астрономии (NOAO). Код обсерватории «807» и «I02».
Место было определено группой ученых из Чили и США в 1959 году и утверждено в 1962 году. Строительство началось в 1963 году, а регулярные астрономические наблюдения начались в 1965 году. Строительство больших зданий на Серро-Тололо закончилось с установкой телескопа Виктора Бланко в 1974 году, но с тех пор были построены небольшие объекты. Серро Пачон всё еще находится в стадии разработки, два больших телескопа были открыты с 2000 года, а один находится на ранней стадии строительства.
Основными телескопами CTIO являются 4-метровый телескоп имени Виктора Бланко, названный в честь пуэрто-риканского астронома Виктора Мануэля Бланко, и 4,1-метровый SOAR (Southern Astrophysical Research), открытый в апреле 2004 и расположенный на Серро-Пачоне. Есть также телескопы 1,5 м, 1,3 м, 1,0 м и 0,9 м, управляемые консорциумом SMARTS. CTIO также проводит другие исследовательские проекты, такие как PROMPT Telescopes, WHAM и LCOGTN, предоставляя платформу для доступа в южное полушарие для научных исследований в США и во всем мире.

## Открытия
| Открытые астероиды: 5 | Открытые астероиды: 5 |
| --------------------- | --------------------- |
| (87269) 2000 OO67     | 29 июля 2000          |
| (87555) 2000 QB243    | 25 августа 2000       |
| 88611 Teharonhiawako  | 20 августа 2001       |
| (134210) 2005 PQ21    | 9 августа 2005        |
| (139775) 2001 QG298   | 19 августа 2001       |